# Orczy Bódog
Báró orci Orczy Bódog Félix (Tarnaörs, 1835. június 8. – London, 1892. január 25.) magyar zeneszerző, a Nemzeti Színház intendánsa.

## Életútja
Orczy Lajos és Mullen Magdolna fia. A zene iránt korán érzett hajlamot és fiatal éveiben az alkotás terén is figyelmet keltett. 1863. szeptember 24-én Pesten, a belvárosi plébánián feleségül vette Vass Emmát. 1870. október 12-től 1873. március haváig a Nemzeti Színház intendánsa volt, 1880-tól zongoraleckékből tartotta fenn magát. Operái: Pandora; Sisyphus King of Ephyrus; Renegát. (Ez utóbbit előadták Londonban, 1880 táján.) 
Amikor a Nemzeti Színház intendánsa lett, hivatalát több újítással kezdte meg: megszüntette a drámai előadások közzenéjét és csak egy, a darab stílusához illő nyitányt játszatott. A zenekari helyet a drámai előadásokra a színitanoda növendékei számára engedte át, hogy a színpadi játékot tanulmányozhassák. A pontosan megjelenő közönség érdekében elrendelte, hogy a későn érkezők csak a felvonás végeztével foglalhassák el helyeiket. Főpróba után a dramaturg, drámabírálók, a darab írója vagy fordítója, rendező és főszereplők összejövetelét rendelte el, véleményadás és esetleges változtatások megbeszélése végett. Elrendelte, hogy előadás után rendező és karmester tegyen írott jelentést arról, ha az est folyamán valami rendkívüli történt. Intézkedett, hogy jövőben a színműveket kinyomtassák és alacsony áron árulják. A napilapok szerkesztőségei állandó támlásszékjegyet kaptak. Bösendorfer-zongorát vett a színháznak. Elrendelte, hogy újévtől a hölgytagok kényelmére négy bérkocsi álljon állandóan rendelkezésre. Elrendelte, hogy a szereplők nyílt jelenetek után a közönség tapsaira ne jelenjenek meg. Elrendelte, hogy a színház tagjai hetenként kétszer a Várszínházban is játsszanak. Wagner tanácsára meghívta Richter Jánost karmesternek, de Erkel Ferencet, Szigligeti Edét és Huber Károlyt mellőzte. 
1881-től Londonban élt.